# Ivan Golub
Ivan Golub (Kalinovac, 21. lipnja 1930. – Zagreb, 25. listopada 2018.) bio je hrvatski svećenik, teolog, povjesničar kulture, sveučilišni profesor, povjesnik, pjesnik i književni prevoditelj te dopisni član Hrvatske akademije znanosti i umjetnosti.

## Životopis

### Školovanje
Ivan Golub rodio se u Kalinovcu 21. lipnja 1930. godine kao petnaesto i najmlađe dijete u obitelji Barbare, rođ. Kovač, i Luke Goluba, zvanog Lukač. Osnovnu je školu pohađao u rodnom mjestu Kalinovcu, a Nadbiskupsku klasičnu gimnaziju i studij bogoslovije na Katoličkom bogoslovnom fakultetu u Zagrebu. Za svećenika ga je 29. lipnja 1957.  zaredio nadbiskup Franjo Šeper. Do 1961. godine, službovao je kao kapelan u nekoliko župa sjeverne Hrvatske. Kao pitomac Hrvatskoga papinskoga zavoda sv. Jeronima u Rimu, specijalizirao je dogmatiku na Papinskom sveučilištu "Gregorijana" te je obranio doktorsku radnju De mente Ecclesiologica Georgii Križani. Studirao je i na Papinskom biblijskom institutu (1961. – 64.), na kojem je postigao akademski stupanj licencijata ili magisterija biblijskih znanosti.

### Znanstveno-nastavni rad
Od 1964. predaje na Katoličkom bogoslovnom fakultetu u Zagrebu na kojem ubrzo, nakon što je habilitirao radnjom Čovjek slika Božja, postaje izvanrednim te (1979.) redovitim profesorom. Bio je pročelnik Katedre za dogmatiku (dogmatsku teologiju), i vršitelj dužnosti pročelnika Katedre za ekumensku teologiju i dijalog (predstojnik Instituta za ekumensku teologiju i dijalog Juraj Križanić)
). Od 1984. g. bio je gostujući profesor na Papinskom orijentalnom institutu u Rimu. Bio je dopisni član Hrvatske akademije znanosti i umjetnosti, dopisni član Austrijske akademije znanosti u Beču, strani član Talijanske književne akademije Arkadije u Rimu, prvi član Akademije Tiberine u Rimu, te član Međunarodne teološke komisije u Vatikanu. Utemeljitelj je časopisa Spectrum - ogledi i prinosi studenata teologije, bibliografije Hrvatska kršćanska bibliografija i Bibliographia sacra croatica, Bogoslovne tribine te biltena Zajedništvo. Gostovao je predavanjima i referatima na sveučilištima u Heidelbergu, Beču, Genovi, Milanu, Yaleu, Columbiji, Harvardu, a održao je predavanje i u Sovjetskoj akademiji znanosti u Lenjingradu (1981.). Neka od njegovih brojnih teoloških i znanstvenih djela prevedena su na nekoliko stranih jezika. 2007. godine ustoličen je za začasnog kanonika Čazmansko-varaždinskog zbornog kaptola Svetoga Duha, a imenovao ga je monsinjor Josip Mrzljak, njegov bivši učenik, poslije varaždinski biskup, kojemu je praujak bl. Alojzije Stepinac.
Bio je rektor Nadbiskupskog bogoslovnog sjemeništa  i predstojnik Instituta za ekumensku teologiju i dijalog Juraj Križanić. Umro je u Zagrebu, 25. listopada 2018. u 88. godini života.

## Književni rad
Napisao je književna djela zavičajna nadahnuća u kojima je njegovao svoj materinski hrvatski kajkavskog narječja.

## Djela
- Kalinovečki razgovori (ilustracije Ivana Lackovića - Croate) (1979.)
- Trinaesti učenik (1985.)
- Mjesec nad Tiberom (autorova sjećanja na papu Ivana XXIII.) (1986.)
- Križanić (1987.)
- Ivan Paštrić - Ioannes Pastritius. Polihistor i teolog (1636. – 1708.) (1988.)
- Ususret dolasku (1993.)
- Od kompromisa do ljubavi - razmišljanje o Bogu i čovjeku (1993.)
- Najprije čovjek (1994.)
- Duh Sveti - nepoznati Bog? (1994.)
- Oči (1994.)
- Svjetiljka za vazda (1995.)
- Molitva vrtloga (1996.)
- Dar dana šestoga (1997.)
- Lice osame (1997.)
- Milost (1997.)
- Moji Božići (1998.)
- Hodočasnik/Peregrino (1998.)
- Lice prijatelja (2000.)
- Čežnja za licem ili Kako do radosti (2000.)
- Sabrana blizina (2003.)
- Hrvatska i Europa - kultura, znanost i umjetnost - Barok i prosvjetiteljstvo (2004.)
- Skriveni Bog - nove dodirne točke znanosti i religije (suautorstvo s Vladimirom Paarom) (2006.)

## Nagrade i priznanja
- 1998.: Maslinov vijenac (oleaginea corona), Croatia rediviva "ča-kaj-što" u Selcima na otoku Braču.
- povelja Visoka žuta žita (»Ivan Golub piše pjesme na nekoliko hrvatskih književnih jezika, piše i kajkavski i čakavski i štokavski, ali i latinskim hrvatskim književnim jezikom. Odista je, poslije Ivana Česmičkoga (Jana Panoniusa), jedan od ponajvećih latinskih pjesnika Panonije. Ivan Golub je svakako najprofinjenije pismo suvremene hrvatske duhovne lirike«)
- 2008.: Plaketa "Dobrojutro, more", s pjesničkih susreta u Podstrani.[4]
- 2012.: Nagrada Dobriša Cesarić za Suze i zvijezde[5]

## Vanjske poveznice
- HAZU - Hrvatska akademija znanosti i umjetnosti, "Ivan Golub, književnik"